# 赵波 (1954年)
赵波（1954年6月—2014年8月27日），男，汉族，安徽舒城人，中华人民共和国地方政治人物。

## 生平
1982年1月参加工作，1982年11月加入中国共产党。1978年4月至1982年1月在安徽师范大学六安教学点中文系学习，获文学学士学位。1982年1月至1983年12月，任舒城县委办公室秘书。1984年1月至1985年7月，任中共六安地委组织部秘书、副科长。1985年8月至1988年9月，任中共舒城县委组织部副部长、城关镇党委书记。1988年10月至1995年7月，任六安地区外经贸局副局长、六安县委副书记、舒城县委副书记。1995年8月至2001年3月，任金寨县县长、县委书记、县人大常委会主任。
2001年4月至2003年3月，任皖西学院党委委员、副院长。2003年4月至2014年7月，任安徽省林业厅副厅长、党组成员，安徽省林业厅巡视员、党组成员。2014年7月退休。2014年8月27日在舒城病逝，享年61岁。是中共安徽省第八届党代会代表，安徽省第九届人大代表。